# 洲原站

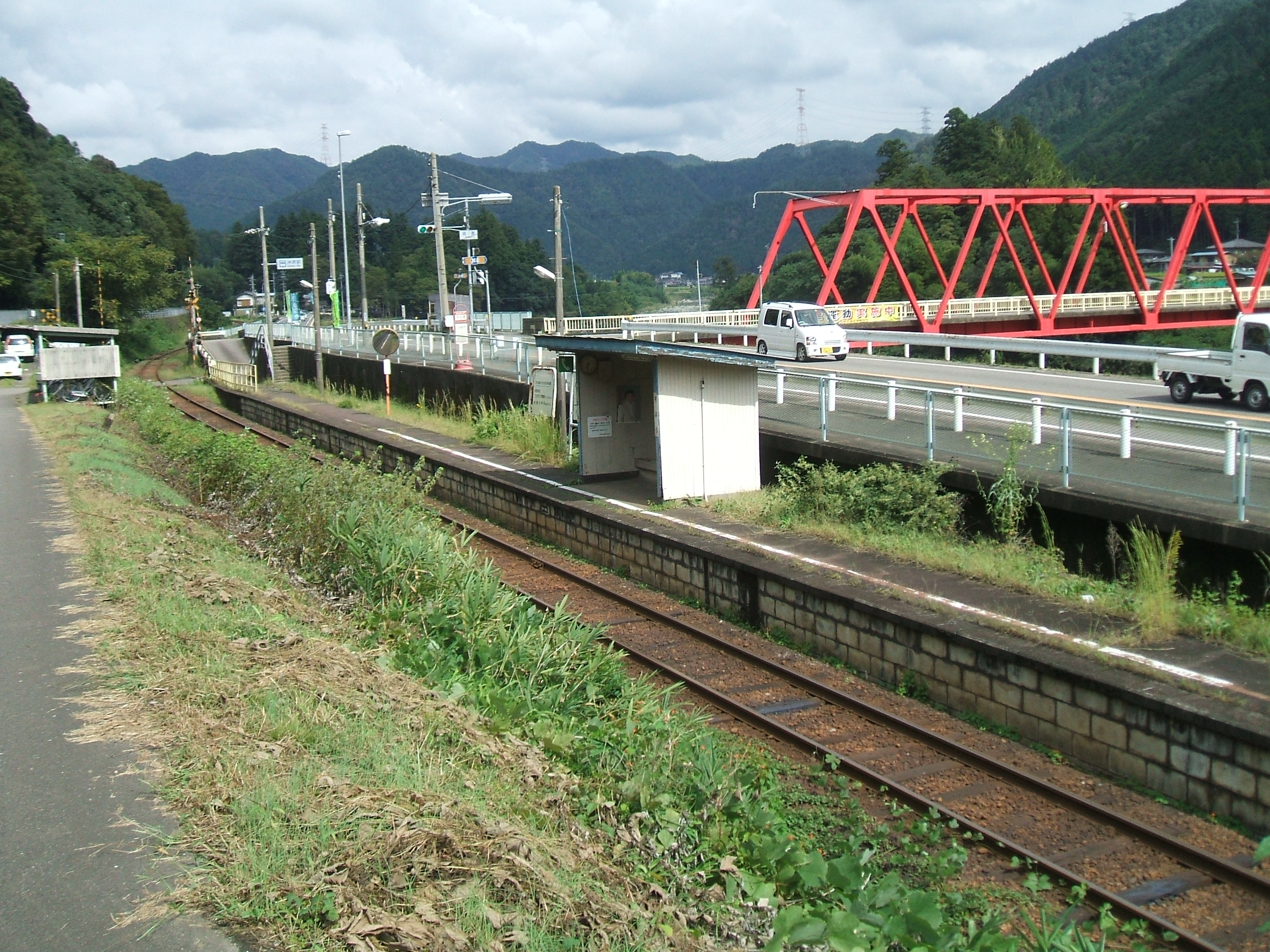
另一方觀看月台，後方可看見車站出入口

洲原站（日语：／ Suhara eki */?）是位於岐阜縣美濃市須原，長良川鐵道的越美南線車站。車站編號是14。

## 歷史
- 1957年（昭和32年）4月1日 - 國鐵開設此站，當時此站名稱為美濃洲原站[1]。為旅客車站。
- 1986年（昭和61年）12月11日 - 國鐵越美南線由長良川鐵道接管，成為長良川鐵道車站[1]。同時此站改名為洲原站[1]。

## 車站構造
車站是一座地面車站，設有1面1線單式月台。此站沒有車站大樓和自動售票機。月台中央附近設有候車室。
月台靠近母野一方設有出入口。出入口鄰接東邊的國道156號。車站西邊設有單車停泊處。此站沒有停車場。此站是無人車站。

## 使用狀況
以下為近年1日平均上落車人次列表
| 上落車人次變化 | 上落車人次變化     |
| 年度           | 1日平均 上落車人次 |
| -------------- | ------------------ |
| 1999           | 104                |
| 2000           | 101                |
| 2001           | 105                |
| 2002           | 94                 |
| 2003           | 94                 |
| 2004           | 64                 |
| 2005           | 74                 |
| 2006           | 87                 |
| 2007           | 58                 |
| 2008           | 59                 |
| 2009           | 76                 |
| 2010           | 71                 |
| 2011           | 55                 |
| 2012           | 56                 |
| 2013           | 31                 |

## 車站周邊
此站位於山中。車站西邊設有對間住宅。車站東邊設有長良川和洲原橋，在河川對面岸設有村落。
- 洲原郵局（車站東邊越過橋樑後向南步行6分鐘）
- 美濃市政廳 洲原出張所（車站東邊越過橋樑後向北步行4分鐘）
- 洲原神社（日语：洲原神社）（沿國道156號向北步行5分鐘）
- JA Megu美濃（日语：めぐみの農業協同組合）洲原
- 國道156號
- 岐阜縣道288號下河和美濃洲原停車場線（日语：岐阜県道288号下河和美濃洲原停車場線）
- 岐阜縣道324號白山美濃線（日语：岐阜県道324号白山美濃線）
- 洲原工業團地（在國道156號向北步行10分鐘）
  - 太平洋工業（日语：太平洋工業） 美濃工場
  - 今尾株式會社 美濃工場
  - Shicool 岐阜工場
  - 船橋物產

## 巴士路線
- 美濃市合乘的士（日语：デマンドバス） 洲原站前巴士站

## 相鄰車站
長良川鐵道
越美南線
湯之洞溫泉口（13）－洲原（14）－母野（15）

## 注腳
1. 1 2 3 4  曾根悟（監修）. 朝日新聞出版分冊百科編集部（編集） , 编. . 週刊朝日百科. 26号 長良川鉄道・明知鉄道・樽見鉄道・三岐鉄道・伊勢鉄道. 朝日新聞出版. 2011-09-18: 10-11 （日语）.
2. ↑  美濃市統計書

## 外部連結
- 洲原站｜【官方網站】長良川鐵道株式會社 （页面存档备份，存于）（日語）
- 洲原神社 （页面存档备份，存于）（日語）